# Craneotomía
Una craneotomía es una operación quirúrgica en que parte del cráneo, llamado colgajo óseo, se extrae con el fin de acceder al cerebro. Las Craneotomías son a menudo una operación de emergencia que es realizada en los pacientes que sufren de lesiones cerebrales o de Traumatismo encéfalo craneano (TEC), y también puede permitir a los médicos implantar estimuladores para el tratamiento de Parkinson y epilepsia.
La craneotomía en humanos usualmente se realiza bajo anestesia general, pero puede también hacerse con el paciente despierto utilizando un anestésico local; el procedimiento general, no implica importantes molestias para el paciente. 
En general, una craneotomía estará precedida por una resonancia magnética que proporciona una imagen del cerebro que el cirujano utiliza para planificar la ubicación precisa para la eliminación de hueso y el ángulo apropiado de acceso a las áreas del cerebro. El colgajo óseo que debe ser extraído, depende en gran medida del tipo de cirugía que se vaya a realizar. 
Cuando las extracciones de cráneo son pequeños agujeros, estos pueden sanar sin dificultad. En los casos en que grandes partes del cráneo son extraídas, los cirujanos suelen mantener al colgajo óseo para posteriormente reincorporarlo al cráneo. En el lugar de la extracción, se ubican temporalmente placas de metal y luego se reintegra intacta la parte del cráneo, momento en el cual se retiran las placas.